# Смолево-Весь
Смолево-Весь (пол. Smolewo-Wieś) — село в Польщі, у гміні Шульбоже-Велькі Островського повіту Мазовецького воєводства.
Населення — 96 осіб (2011).
У 1975-1998 роках село належало до Ломжинського воєводства.

## Демографія
Демографічна структура станом на 31 березня 2011 року:
|          | Загалом | Допрацездатний вік | Працездатний вік | Постпрацездатний вік |
| -------- | ------- | ------------------ | ---------------- | -------------------- |
| Чоловіки | 51      | 8                  | 33               | 10                   |
| Жінки    | 45      | 9                  | 16               | 20                   |
| Разом    | 96      | 17                 | 49               | 30                   |